# Barbara Haasová

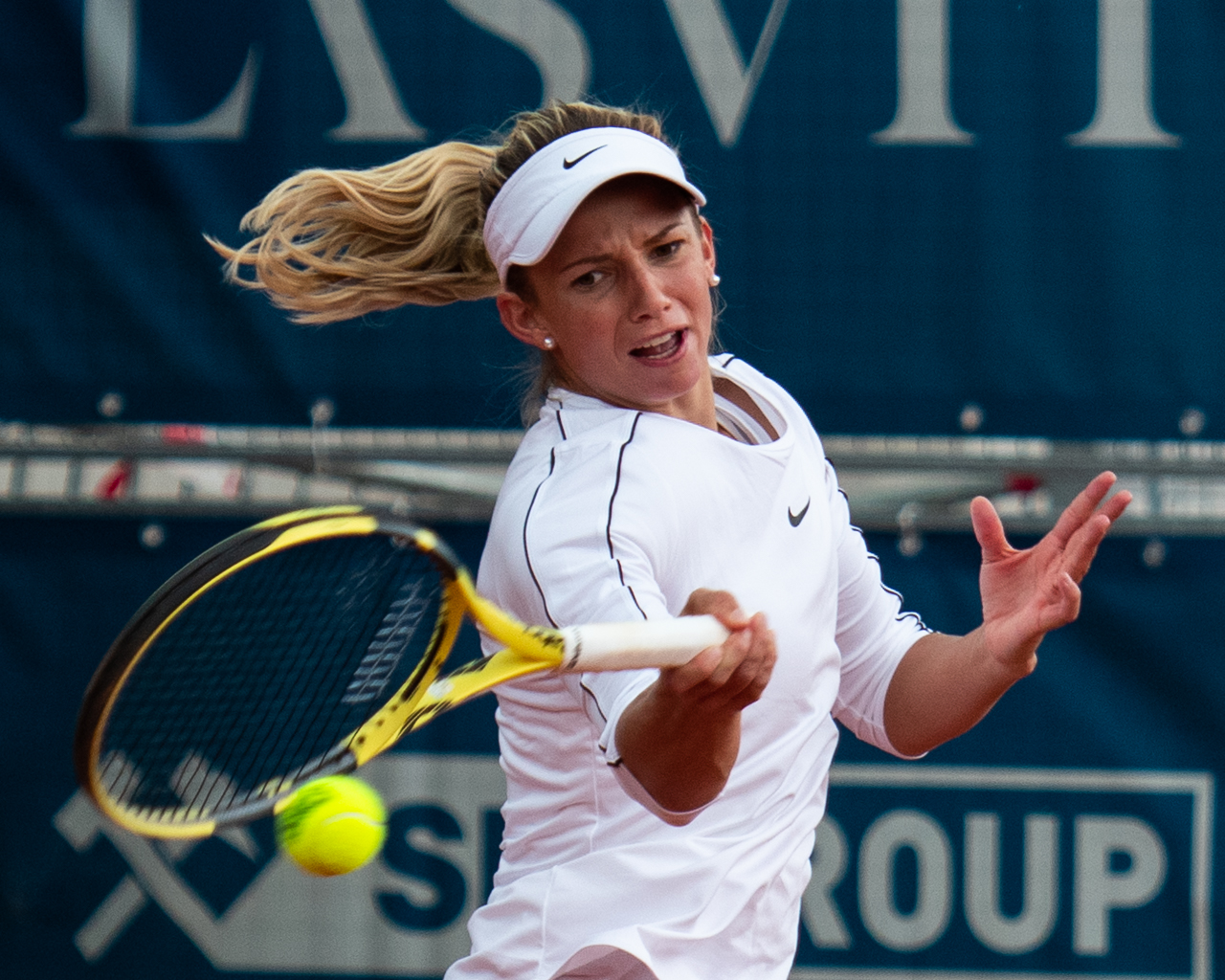
Forhend na J&T Banka Prague Open 2019

Barbara Haasová, nepřechýleně Haas, (* 19. března 1996 Steyr) je rakouská profesionální tenistka. Ve své dosavadní kariéře na okruhu WTA Tour nevyhrála žádný turnaj. V rámci okruhu ITF získala do listopadu 2020 šestnáct titulů ve dvouhře a tři ve čtyřhře.
Na žebříčku WTA byla ve dvouhře nejvýše klasifikována v únoru 2020 na 133. místě a ve čtyřhře pak v září 2021 na 164. místě. Na juniorském kombinovaném žebříčku ITF nejvýše figurovala v lednu 2013 na 22. příčce. Trénuje ji Jürgen Waber.
V rakouském fedcupovém týmu debutovala v roce 2015 základním blokem I. skupiny zóny Evropy a Afriky proti Srbsku, v němž prohrála úvodní dvouhru s Ivanou Jorovićovou. Srbky zvítězily 3:0 na zápasy. Do roku 2021 v soutěži nastoupila k patnácti mezistátním utkáním s bilancí 10–5 ve dvouhře a 3–2 ve čtyřhře.

## Tenisová kariéra
V rámci událostí okruhu ITF debutovala v srpnu 2010, když na turnaj ve Vídni s dotací 10 tisíc dolarů obdržela divokou kartu. Ve čtvrtfinále podlehla Němce Sabrině Baumgartenové z deváté světové stovky. S Piou Königovou zasáhla i do vídeňské čtyřhry. V semifinále Rakušanky prohrály s českým párem Iveta Gerlová a Lucie Kriegsmannová. Premiérový titul v této úrovni tenisu vybojovala během července 2012 na vídeňské události s rozpočtem 10 tisíc dolarů. Ve finále přehrála nejvýše nasazenou Francouzku Amandine Hesseovou, figurující v páté stovce klasifikace.
V kvalifikaci okruhu WTA Tour debutovala říjnovým Generali Ladies Linz 2012. V jejím úvodním kole však získala jen tři gemy na Kolumbijku Catalinu Castañovou. Hlavní soutěž si poprvé zahrála o tři sezóny později po udělení divoké karty do dvouhry Gastein Ladies 2015 v Bad Gasteinu. V prvním utkání nestačila na Rumunku Andreeu Mituovou z osmé světové desítky až v tiebreaku rozhodující sady. Na říjnovém Generali Ladies Linz 2015 ji vyřadila třicátá osmá žena pořadí Barbora Strýcová po třísetovém průběhu.
Premiéru v hlavní soutěži nejvyšší grandslamové kategorie zaznamenala v ženském singlu US Open 2016 po zvládnuté tříkolové kvalifikaci, v níž na její raketě postupně dohrály Andreea Mituová, Číňanka Čang Jü-süan a Slovenka Jana Čepelová. V úvodním kole newyorské dvouhry pak ztratila koncovku rozhodující sady s třicátou první nasazenou Maďarkou Tímeou Babosovou.
Do prvního finále na okruhu WTA Tour postoupila v linecké čtyřhře Upper Austria Ladies Linz 2019, do níž se Švýcarkou Xenií Knollovou obdržely divokou kartu. Ve finále je zdolaly nejvýše nasazené Češky Barbora Krejčíková s Kateřinou Siniakovou. I z druhého deblového boje o titul na Thailand Open 2020 skončila po boku Australanky Ellen Perezové jako poražená finalistka. V závěrečném duelu soutěže podlehly australské dvojici Arina Rodionovová a Storm Sandersová.

## Finále na okruhu WTA Tour
| Legenda                           |
| --------------------------------- |
| D – dvouhra; Č – čtyřhra          |
| Grand Slam (0)                    |
| Turnaj mistryň (0)                |
| Premier Mandatory & Premier 5 (0) |
| Premier (0)                       |
| International (0–2 Č)             |

### Čtyřhra: 2 (0–2)
| Stav       | č. | datum          | turnaj           | povrch    | spoluhráčka    | soupeřky ve finále                    | výsledek |
| ---------- | -- | -------------- | ---------------- | --------- | -------------- | ------------------------------------- | -------- |
| Finalistka | 1. | 13. října 2019 | Linec, Rakousko  | tvrdý (h) | Xenia Knollová | Kateřina Siniaková Barbora Krejčíková | 4–6, 3–6 |
| Finalistka | 2. | 17. února 2020 | Hua Hin, Thajsko | tvrdý     | Ellen Perezová | Storm Sandersová Arina Rodionovová    | 3–6, 3–6 |

## Finále na okruhu ITF
| Dotace turnajů okruhu ITF | Dotace turnajů okruhu ITF |
| ------------------------- | ------------------------- |
| 100 000 $ tournaments     | 80 000 $ tournaments      |
| 75 000 $ tournaments      | 60 000 $ tournaments      |
| 50 000 $ tournaments      | 25 000 $ tournaments      |
| 15 000 $ tournaments      | 10 000 $ tournaments      |

### Dvouhra (16 titulů)
| Č.  | datum         | turnaj                    | povrch | poražená finalistka  | výsledek           |
| --- | ------------- | ------------------------- | ------ | -------------------- | ------------------ |
| 1.  | červenec 2012 | Vídeň, Rakousko           | antuka | Amandine Hesseová    | 6–1, 6–4           |
| 2.  | prosinec 2013 | Džibuti, Džibutsko        | tvrdý  | Lee Hua-chen         | 6–4, 6–3           |
| 3.  | prosinec 2013 | Džibuti, Džibutsko        | tvrdý  | Lee Hua-chen         | 6–3, 6–3           |
| 4.  | červenec 2014 | Bad Waltersdorf, Rakousko | antuka | Iva Mekovecová       | 7–6(8–6), 6–3      |
| 5.  | září 2014     | St. Pölten, Rakousko      | antuka | Anna Remondinová     | 7–6(7–1), 0–6, 6–1 |
| 6.  | srpen 2015    | Graz, Rakousko            | antuka | Julia Grabherová     | 1–6, 6–1, 6–2      |
| 7.  | září 2015     | Podgorica, Černá Hora     | antuka | Doroteja Erićová     | 6–3, 6–1           |
| 8.  | prosinec 2015 | Nová Bombaj, Indie        | tvrdý  | Aryna Sabalenková    | 7–6(7–2), 7–6(8–6) |
| 9.  | únor 2016     | Port Pirie, Austrálie     | tvrdý  | Arina Rodionovová    | 6–4, 5–7, 6–4      |
| 10. | březen 2016   | Naples, Spojené státy     | antuka | Jelizaveta Jančuková | 3–6, 6–2, 6–2      |
| 11. | duben 2017    | Jackson, Spojené státy    | antuka | Sophie Changová      | 6–4, 6–7(3–7), 6–4 |
| 12. | září 2018     | Sofie, Bulharsko          | antuka | Katharina Hobgarská  | 6–3, 6–2           |
| 13. | prosinec 2018 | Nová Bombaj, Indie        | tvrdý  | Diāna Marcinkevičová | 0–6, 6–3, 7–5      |
| 14. | srpen 2019    | Hechingen, Německo        | antuka | Olga Danilovićová    | 6–2, 6–1           |
| 15. | září 2019     | Praha, Česko              | antuka | Julyette Steurová    | 7–5, 4–6, 6–0      |
| 16. | prosinec 2019 | Nová Bombaj, Indie (2)    | tvrdý  | Jeong Su-nam         | 4–6, 6–2, 7–6(7–2) |

### Čtyřhra (3 tituly)
| Č. | datum      | turnaj               | povrch | spoluhráčka       | poražené finalistky                   | výsledek              |
| -- | ---------- | -------------------- | ------ | ----------------- | ------------------------------------- | --------------------- |
| 1. | únor 2013  | Šarm aš-Šajch, Egypt | tvrdý  | Doroteja Erićová  | Martina Kubičíková Chantal Škamlová   | 6–2, 7–5              |
| 2. | duben 2015 | Káhira, Egypt        | antuka | Sandra Samirová   | Amandine Hesseová Marine Partaudová   | 0–6, 6–4, [10–7]      |
| 3. | duben 2021 | Záhřeb, Chorvatsko   | antuka | Katarzyna Kawaová | Andreea Prisăcariuová Nika Radišićová | 7–6(7–1), 5–7, [10–6] |